# Glottiphyllum fergusoniae
Glottiphyllum fergusoniae är en isörtsväxtart som beskrevs av L. Bol. Glottiphyllum fergusoniae ingår i släktet Glottiphyllum och familjen isörtsväxter. Inga underarter finns listade i Catalogue of Life.